# Albert Einstein (Album)
Albert Einstein ist ein Album der US-amerikanischen Hip-Hop-Musiker Prodigy und The Alchemist. Es erschien am 11. Juni 2013 über das Label Infamous Records.

## Titelliste
1. Intro – 0.25
2. LMDKV – 2:35
3. Give Em Hell – 2:56
4. Stay Dope – 3:18
5. Curb Ya Dog – 3:13
6. Death Sentence (feat. Roc Marciano) – 3:15
7. Bear Meat – 2:52
8. Y.N.T. (feat. Domo Genesis) – 2:36
9. R.I.P. (feat. Havoc und Raekwon) – 3:22
10. Dough Pildin – 2:26
11. Confessions – 3:37
12. Bible Paper (feat. The Alchemist) – 3:44
13. The One (feat. Action Bronson) – 3:35
14. Breeze – 3:02
15. Raw Forever – 4:27
16. Say My Name – 2:22

## Rezeption

### Erfolg
In der ersten Verkaufswoche wurden in den Vereinigten Staaten 3000 Einheiten des Albums verkauft. Damit stieg Albert Einstein auf Platz 175 der Billboard 200 ein.

### Kritik
Die E-Zine Laut.de vergab vier von möglichen fünf Punkten an das Album. Aus Sicht des Redakteurs Stefan Johannesberg zeichnen sich etwa die Produktionen von The Alchemist durch ihre „vielschichtigen Sounds und verrückten Ideen“ aus. So gewinne der Produzent „selbst eine[m] geraden Kopfnicker-Breakbeat wie ‚R.I.P.‘ mit einem überraschenden Gitarrenriff ab Minute 3:00 noch eine neue Dimension“ ab. Auch Prodigys Texte werden gelobt. Diese lassen das Alter des Rappers und seine „miesen“ vorherigen Alben vergessen. Zusammengefasst setze Albert Einstein „New York wieder die Krone auf.“

### Bestenliste
In der Liste der besten „Hip Hop-Alben des Jahres“ 2013 von Laut.de wurde Albert Einstein auf Rang 23 platziert. Aus Sicht der Redaktion stoppe Prodigy den „Abwärtstrend aus Knast, lahmen 08/15-Lyrics und Ex-Homies verpetzenden Biographien“ und erweitere „seinen Street-Rap um 23 Dimensionen.“